# Showtime
Showtime – amerykańska sieć telewizji premium, sztandarowa własność Showtime Networks Inc. (pododdziału Paramount Media Networks, oddziału Paramount Global), emitowana na kilku platformach w różnych państwach, ale głównie w Stanach Zjednoczonych. Wystartowała 1 czerwca 1976 w Kalifornii.

## Oferta programowa

### Seriale dramatyczne
- Shameless – Niepokorni (od 2011)
- Homeland (od 2011)
- Ray Donovan (od 2013)
- Billions (od 2016)[1][2]
- The Chi (od 2018)[3][4]
- Miasto na wzgórzu (od 2019)[5]
- Słowo na L: Generacja Q (od 2019)
- The Good Lord Bird (od 2020)
- Penny Dreadful: City of Angels (od 2020)

### Seriale komediowe
- Kidding (od 2018)
- Czarny poniedziałek (2019-)
- On Becoming A God In Central Florida (2019-)
- Work in progress (2019-)
- Back to Life (2019-)

### Sportowe
- Showtime Championship Boxing (od 1986)
- ShoBox: The New Generation (od 2001)
- Inside the NFL (od 2008)

### W przygotowaniu
- Guantanamo  (2018)[6]
- Young Honor (2018)[7]
- Chemistry (2018/2019)[8]
- Fallet  (2019/2020)[9]

## Programy nadawane dawniej

### Lata 10.
- Beach Heat: Miami
- Dave's Old Porn
- The Franchise (2011–2012)
- Gigolos (2011–2016)
- Guerrilla (2017)
- Inside Comedy (2012-2015)
- Inside NASCAR
- La La Land
- Look: The Series (2010)
- Odcinki (2011–2017)
- Polyamory: Married & Dating (2012−2013)
- Rodzina Borgiów (2011–2013)
- Słowo na R (2010–2013)
- The Real L Word
- Time of Death
- Twin Peaks (2017)

### Lata 2000
- American Candidate
- Barbershop: The Series
- Big Brother: After Dark
- Body Language
- Braterstwo (2006–2008)
- Californication (2007-2014)
- The Chris Isaak Show
- Trup jak ja (2003–2004)
- Deeper Throat
- Dexter (2006-2013)
- Elite Xtreme Combat
- Family Business
- Fat Actress
- Free for All
- Going to California
- The Green Room with Paul Provenza (2010–2011)
- Full Color Football: The History of the American Football League
- Huff (2004–2006)
- Jeremiah (2002–2004)
- Kama Sutra
- Słowo na L (2004–2009)
- Lady Chatterly's Stories
- Leap Years
- Lock 'N Load
- Mistrzowie horroru (2005–2007)
- Meadowlands
- Odysseja (2002)
- Out of Order
- Penn & Teller: Bullshit!
- Queer as Folk (2000−2005)
- Queer Duck
- Resurrection Blvd.
- Sekretny dziennik call girl (2009–2011)
- ShoMMA (2009–2012)
- ShoXC
- Uśpiona komórka (2005−2006)
- Soul Food
- Tracey Ullman's State of the Union
- Dynastia Tudorów (2007−2010)
- The Underground
- This American Life
- Wszystkie wcielenia Tary (2009–2011)
- Trawka (2005−2012)
- Siostra Jackie (2009-2015)
- Happyish (2015)
- Dom grozy (2014–2016)
- Terapia w sieci (2011–2015)
- Roadies  (2016)[10][11]
- Masters of Sex (2013–2016)[12].
- Kłamstwa na sprzedaż (2012–2016)
- Patrick Melrose (2018)
- Dice: Komik w Las Vegas (od 2016)[13]
- Umrzeć ze śmiechu (od 2017)[14][15]
- Biała sława (od 2017)[16][17]
- Ucieczka z Dannemory (2018)
- Na cały głos (2019 )
- The Affair (2014–2019)
- SMILF (2017–2019)[18][17]

### Lata 90.
- Rekiny i płotki (1999–2000)
- Pamięć absolutna 2070 (1999)
- Gwiezdne wrota (1997–2002)
- Po tamtej stronie (1995–2002)
- Lexx (1997–2002)
- Mroczne dziedzictwo (1996−1999)